# Georg August Goldfuß
Aquest autor és citat en taxonomia animal amb el nom «Goldfuss».
Georg August Goldfuß, nascut el 18 d'abril del 1782 a Thurnau i mort el 2 d'octubre del 1848 a Poppelsdorf (actualment part de Bonn), fou un paleontòleg i zoòleg alemany.

## Biografia
Georg August Goldfuß nasqué el 18 d'abril del 1782 a Thurnau. Estudià al Col·legi Mèdic i Quirúrgic de Berlín i després passà a la Universitat d'Erlangen, on el 1804 es graduà amb un Ph. D.
Seguidament viatjà a Sud-àfrica. El 1806 tornà a Erlangen i a partir del 1811 exercí com a professor adjunt a la universitat. El 1818 aconseguí el títol de professor de zoologia. Posteriorment fou nomenat professor de zoologia i mineralogia a la Universitat de Bonn. Durant el 1839-1840 fou rector d'aquesta mateixa universitat.
A partir del 1806 comença à estudiar de manera activa els fòssils del territori alemany.
Juntament amb el paleontòleg i comte Georg von Münster, publicà la important obra Petrefactae Germaniae (1826—1844), que tenia l'objectiu de recollir il·lustracions de tots els invertebrats fòssils d'Alemanya, però es quedà incompleta i tan sols inclogué il·lustracions dels porífers, els coralls, els equinoderms i els mol·luscs.
Georg August Goldfuß morí el 2 d'octubre del 1848 a Poppelsdorf.